# Conservatoire Niccolò Paganini
Le Conservatoire Niccolò Paganini (Conservatorio statale di musica Niccolò Paganini) est un lycée d'études musicales (Liceo Musicale) fondé à Gênes en 1829.
Il fait partie du réseau national d'enseignement supérieur du Ministère de l'Éducation, de l'Enseignement supérieur et de la Recherche (MIUR).  

## Galerie d'images

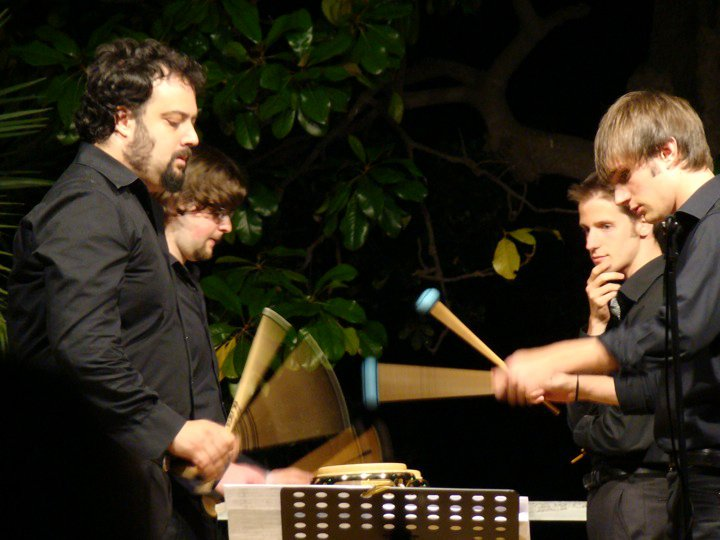
S. Reich, Drumming (Notte Bianca 2010[1])
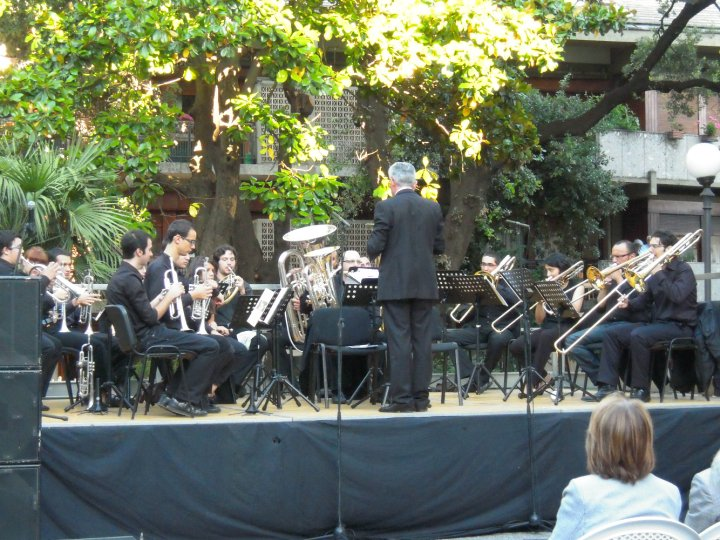
Les cuivres du conservatoire
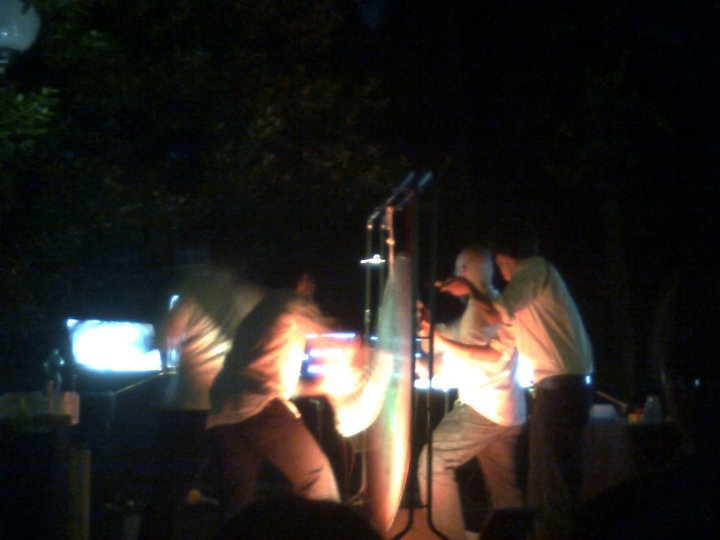
K. Stockhausen, Mikrophonie I
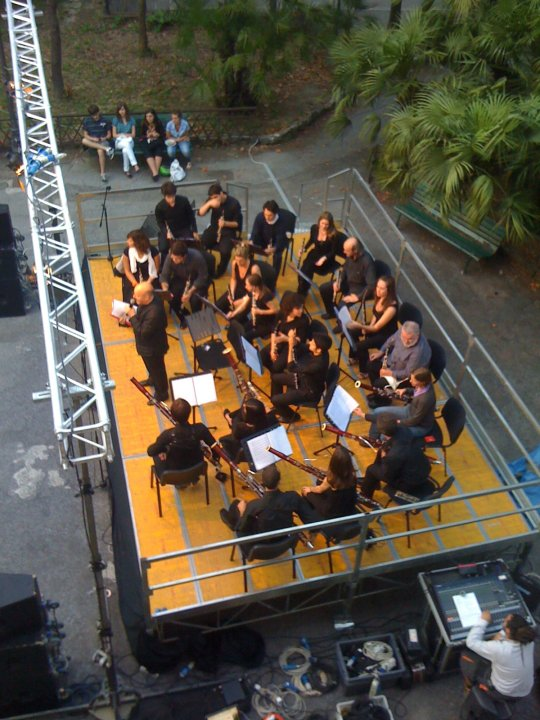
Les anches doubles du Conservatoire et du Théâtre Carlo Felice